# Robert Bitker
Robert Bitker (1907-1977) fue el segundo Comandante en Jefe del Irgún Tzvaí Leumí.

## Biografía
Nació en 1907 en Rusia y se trasladó a China para ser el dirigente de Betar en ese país. Posteriormente Bitker fue representante del Irgún en Shanghái en calidad de Coronel de esta organización armada judía.
Inmigró a Palestina en 1937 y se unió a la dirigencia del Cuartel General del Irgún en Jerusalén. Luego de que Avraham Tehomi abandonara la comandancia del Irgún para retornar a las filas de la Haganá, Robert Bitker lo sucedió en el cargo y se convirtió en el nuevo Comandante en Jefe de la organización clandestina. 
Sin embargo, pronto fue relevado de su cargo deshonrosamente luego de que se descubriera su participación en el robo de un banco en Tel Aviv con el que pretendía financiar al Irgún, siendo reemplazado por Moshe Rozenberg. Luego emigró hacia los Estados Unidos y vivió en este país hasta su muerte en 1977.